# Amadeu Oller i Berenguer
Amadeu Oller i Berenguer (Moià 13 de setembre de 1901 - Barcelona 15 de novembre de 1957), conegut com a Mossen Amadeu Oller va ser un sacerdot i músic català. Va ser el primer rector de la Parròquia de Sant Medir i dona nom al Premi Amadeu Oller de poesia per a poetes inèdits, instaurat per aquesta Parròquia.
Va exercir com a organista i mestre de capella a la parròquia de Santa Madrona, al barri del Paral·lel de Barcelona. Fou cofundador de la Federació de Joves Cristians. L'any 1948 li és encarregada la fundació de la parròquia de Sant Medir, al barri de La Bordeta de Barcelona.
Sota el seu impuls es crea l'escola primària i de batxillerat, l'escola-taller de torneria i confecció, així com el gimnàs, l'equip de bàsquet i el grup escolta. Aquesta forta implicació en la vida del barri prengué volada amb la creació de la Cooperativa d'Habitatges, que possibilità la construcció de 311 habitatges, creant un fort teixit humà.
Va morir el 15 de novembre de 1957 i el novembre de 1964, es realitza el trasllat de les seves restes mortals a la cripta de l'església de Sant Medir. Així mateix, es produeix el canvi de nom de l'antic carrer de Les Panes, que es dedica a mossèn Amadeu Oller i s'inaugura el monòlit que se li dedica al petit jardinet urbanitzat expressament al davant de l'església parroquial.
També el 1964, es fa la primera convocatòria del Premi de Poesia per a poetes inèdits "Mossèn Amadeu Oller".